# Steinbruch Rauen (Mülheim an der Ruhr)

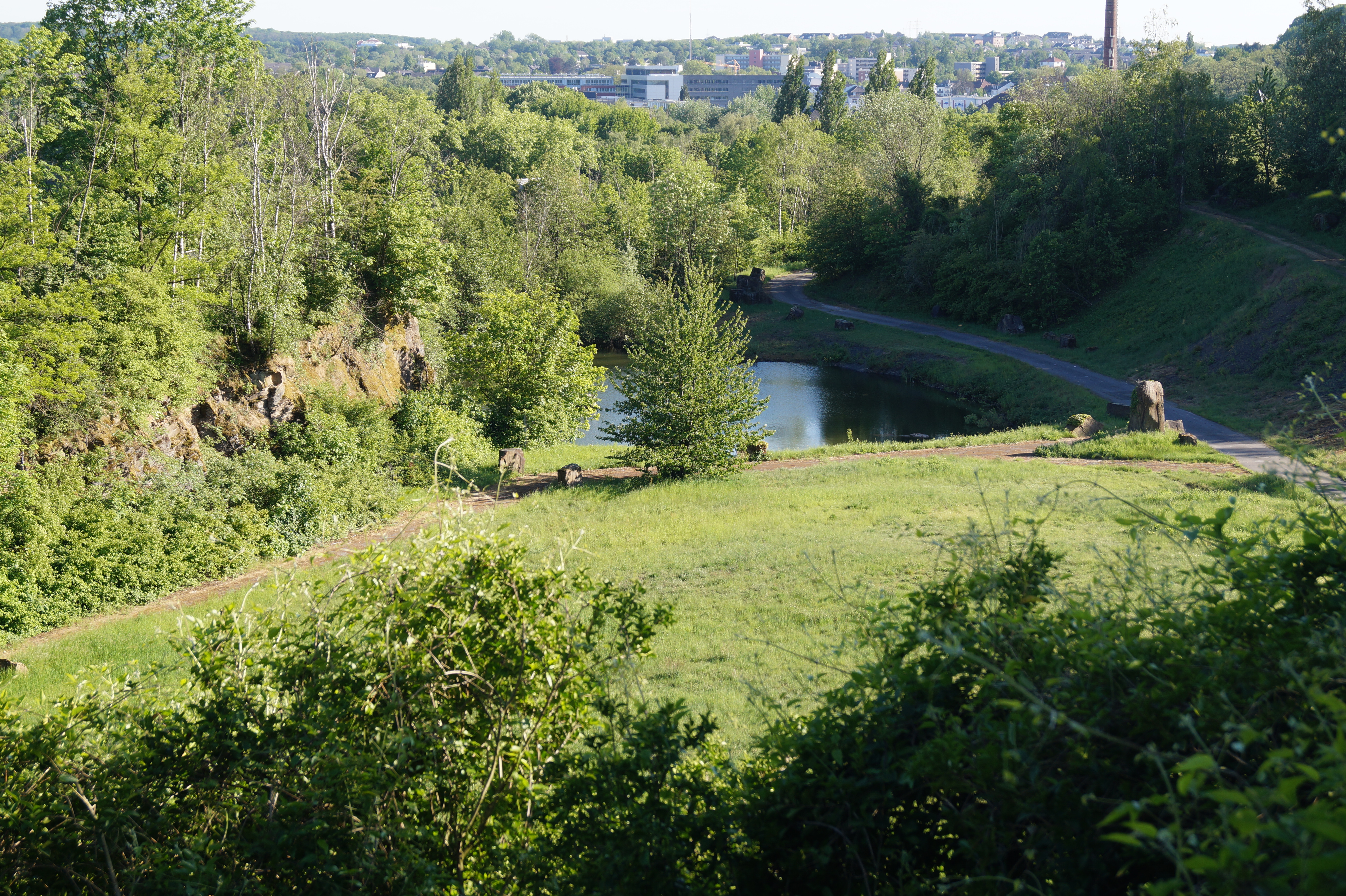
Steinbruch Rauen

Der Steinbruch Rauen ist ein Steinbruch am Kassenberg in Broich, Mülheim an der Ruhr.
In ihm wurden über Jahrzehnte Ruhrsandstein abgebaut. Im Rahmen dieser Arbeiten wurden etliche kreidezeitliche Fossilien gefunden, die größtenteils im Ruhr Museum lagern und ausgestellt werden.
Später fand sich auf dem Gelände des Steinbruchs eine Ziegelbrennerei. Der Steinbruch ist noch heute Betriebsgelände und nicht zugänglich, kann jedoch von mehreren Aussichtspunkten aus eingesehen werden.
Auf dem 30 ha großen Gelände hat sich mittlerweile ein See gebildet. An einem Nachnutzungskonzept wird gearbeitet.
Ein gleichnamiger Steinbruch, der Steinbruch Rauen, befindet sich in Witten.